# Colobothea leucophaea
Colobothea leucophaea är en skalbaggsart som beskrevs av Bates 1865. Colobothea leucophaea ingår i släktet Colobothea och familjen långhorningar. Inga underarter finns listade i Catalogue of Life.